# Gedeøje
Aegilops (Gedeøje) er en slægt af enårige græsser med ca. 25 arter, der er udbredt i Middelhavsområdet, Mellemøsten og derfra videre ind i Centralasien og Kina. Flere arter er naturaliserede i Nordamerika. Det er tuedannende planter med en vækstform, der som regel er opret. Bladskederne er spaltet næsten helt ned til bladfæstet. Bladpladen er sædvanligvis flad. Småakset er kompakt og cylindrisk, lancetformet eller ægformet. Kromosomtal = 7
Flere af arterne har stor, historisk, landbrugsmæssig og genetisk interesse, da de har indgået i de krydsninger, der førte frem til de moderne hvedetyper (som f.eks. Durum-Hvede, Emmer, Spelt og Brød-Hvede). Desuden kan de stadig krydses med hvede og rummer derfor en reserve af arveanlæg, som man kan trække på i forædlingsarbejdet med brødkorn. Der er tilmed forskere, som anser de to slægter for at være én, Triticum-Aegilops. De skriver:
| Citat | Alle fylogenetiske opstillinger viste, at Ae. speltoides var grundlæggende i forhold til andre arter i Triticum-Aegilops... Derfor viser alle fylogenetiske træer her, at diploide Triticum-arter hører fuldstændigt hjemme inden for Aegilops. Der er med andre ord ingen adskillelse mellem Triticum og Aegilops... Sektionen Sitopsis består af fem arter, Ae. bicornis, Ae. longissima, Ae. searsii, Ae. sharonensis og Ae. speltoides. Den har været centrum for intensive undersøgelser, fordi man har anset disse arter for at være potentielle donorer af B-genomet hos polyploid hvede. | Citat |
|       | |       |

I det følgende beskrives kun de arter, som har interesse under danske forhold.
| Beskrevne arter |

- Aegilops speltoides
- Aegilops tauschii
- Børste-Gedeøje (Aegilops neglecta)
- Knæbøjet Gedeøje (Aegilops geniculata)
- Trestakket Gedeøje (Aegilops triuncialis)

| Andre arter |

| - Aegilops bicornis - Aegilops biuncialis - Aegilops columnaris - Aegilops comosa - Aegilops crassa - Aegilops cylindrica - Aegilops juvenalis | - Aegilops kotschyi - Aegilops longissima - Aegilops markgrafii - Aegilops peregrina - Aegilops searsii - Aegilops sharonensis - Aegilops umbellulata | - Aegilops uniaristata - Aegilops vavilovii - Aegilops ventricosa |

## Note
1. ↑  Kyoko Yamane og Taihachi Kawahar: Intra- and interspecific phylogenetic relationships among diploid Triticum-Aegilops species... Arkiveret 17. september 2008 hos  Wayback Machine (engelsk)